# فورست غودوين
فورست غودوين هو محامي وسياسي أمريكي، ولد في 14 يونيو 1862 في Skowhegan, Maine ‏ في الولايات المتحدة، وتوفي في 28 مايو 1913 في بورتلاند في الولايات المتحدة. نشط حزبياً في الحزب الجمهوري. وقد انتخب عضو مجلس النواب الأمريكي ‏.